# Dirk Nawrocki

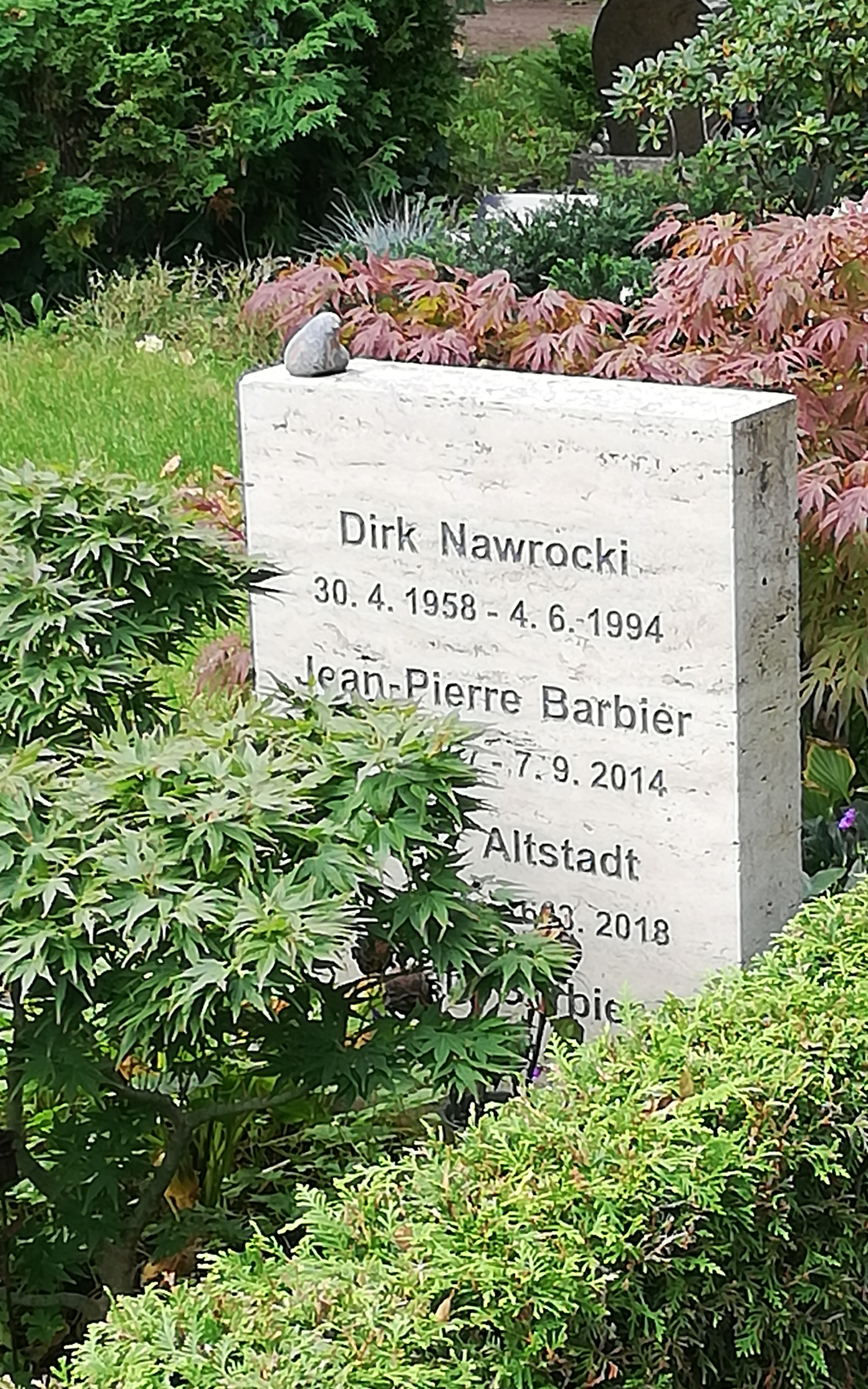
Dirk Nawrockis Grab im Jahre 2021 auf dem Ev. Friedhof Berlin-Friedrichshagen (Grabfeldabteilung G, Reihe 01, Stelle 16)

Dirk Nawrocki (* 30. April 1958; † 4. Juni 1994 in Berlin) war ein deutscher Schauspieler.

## Leben
Bereits 1974, mit knapp sechzehn Jahren, trat Nawrocki im Berliner Ensemble auf, wo er den Melchior in Frank Wedekinds Frühlings Erwachen in einer Inszenierung von B. K. Tragelehn und Einar Schleef spielte. Nach einer Ausbildung an der Hochschule für Schauspielkunst „Ernst Busch“ Berlin ging er ans Theater Anklam. Unter der Leitung von Frank Castorf spielte er dort den Ferdinand in Friedrich Schillers „Kabale und Liebe“ sowie zahlreiche Rollen in Film und Fernsehen, u. a. in „Beethoven – Tage aus dem Leben“ (1976), „Einer vom Rummel“ (1982) und Polizeiruf 110: Inklusive Risiko (1984).
1984 erfolgte Nawrockis Ausreise in die Bundesrepublik Deutschland. Dort ging er mit dem ein Jahr zuvor ebenfalls ausgebürgerten Magdeburger Theaterregisseur und Bühnenbildner Herbert König ans Düsseldorfer Schauspielhaus, nach Frankfurt am Main, Wien und 1986 an die Berliner Schaubühne am Lehniner Platz. Nach der Uraufführung von Dostojewskis Roman "Schuld und Sühne" in Polen folgte 1988 eine Inszenierung an der Berliner Schaubühne, bei der Dirk Nawrocki mitspielte und deren Erfolg im selben Jahr zu einer Literaturverfilmung des Bayerischen Rundfunks unter der Regie von Andrzej Wajda führte.
Nach der Deutschen Wiedervereinigung wechselte Nawrocki 1991 an die Volksbühne Berlin und arbeitete dort erneut mit Castorf zusammen, bis er am 4. Juni 1994 nach kurzer Krankheit (AIDS) im Alter von nur 36 Jahren verstarb. Er wurde auf dem Friedhof in Berlin-Friedrichshagen beerdigt.

## Wirkung
Der 2006 von Olaf Kaiser gedrehte Dokumentarfilm Made in GDR – Alles über meine Freunde befasst sich unter anderem mit dem Leben Nawrockis.

## Filmografie
- 1976: Beethoven – Tage aus einem Leben – Regie: Horst Seemann
- 1977: Der Staatsanwalt hat das Wort: Die Zechtour (TV) – Regie: Hans Knötzsch
- 1981/1988: Jadup und Boel – Regie: Rainer Simon
- 1983: Einer vom Rummel – Regie: Lothar Großmann; Literaturverfilmung
- 1983: Schwierig sich zu verloben – Regie: Karl-Heinz Heymann
- 1983: Es geht einer vor die Hunde (Fernsehfilm)
- 1983: Polizeiruf 110: Eine nette Person (TV) – Regie: Gunter Friedrich
- 1984: Polizeiruf 110: Inklusive Risiko (TV) – Regie: Thomas Jacob
- 1988/92: Schuld und Sühne (TV) – Regie: Andrzej Wajda; Literaturverfilmung des gleichnamigen Romans von Fjodor Dostojewski
- 1992: Praxis Bülowbogen (TV)
- 1994: Ein starkes Team: Gemischtes Doppel (TV) – Regie: Neithardt Riedel & Konrad Sabrautzky

## Hörspiele
- 1991: Edgar Hilsenrath: Das Märchen vom letzten Gedanken – Regie: Peter Groeger (Hörspiel – SFB/HR)